# Francis Wolff
Francis Wolff (Ivry-sur-Seine, 19 de agosto de 1950) es un filósofo francés.  Imparte clases como catedrático en la Escuela Normal Superior de la Universidad de París. Antes ha impartido clases en las universidades de Paris-X-Nanterre , en la de Reims y en la de São Paulo (Brasil).

## Obras

### Filosofía
- « Le Mal », in Notions de philosophie, Denis Kambouchner ed., Folio-Gallimard, 1995
- Dire le monde, Presses universitaires de France, Paris, 1997, y 2004. Tr. en portugués, Edusp São Paulo.
- Pourquoi y a-t-il quelque chose plutôt que rien ?, PUF, Paris, 2007,
- Le Mal nie-t-il l'existence de Dieu ?, con Henri-Jérôme Gagey, Salvator, Paris 2008/
- Notre humanité. D'Aristote aux neurosciences, A. Fayard, Paris, 2010, 383 p. Tr. en portugués,Nossa humanidadUnesp, São Paulo.
- Pourquoi la musique ?,  A. Fayard, Paris, 2015, 458 p.
- Il n'y a pas d'amour parfait,  A. Fayard, 2016, 72 p. Tr. en italiano Non esiste un amore perfetto. Una definizione filosofica Ponte Alle Grazie, Milano, 2017; Tr. en portugués Não existe amor perfeito" Sesc, São Paulo, 2018.
- Trois utopies contemporaines A. Fayard, Paris 2017, 184 p. Trad. en portugués Três utopias contemporâneas Unesp, São Paulo, 2018; Trad. en castellano: Tres utopías contemporáneas. Hacia la unidad política de la humanidad, [Erasmus]], Barcelona, 2019.

### Historia de la filosofía
- Logique de l’élément PUF, Paris, 1980
- Sócrates, o sorriso da razão, São-Paulo,  Brasiliense, 1981 y 1983
- Socrate, Paris, PUF 1985, y 1987,y 1996, y 2000. Trad. en portugués, en griego, en árabe.
- L’Être, l’homme, le disciple. Figures philosophiques empruntées aux Anciens, PUF, 2000
- Aristote et la politique, Paris, PUF, ed. 2008. Trad. en portugués, en griego, en árabe.
- Penser avec les Anciens. Un trésor de toujours, Hachette Pluriel, 2016. Trad. en portugués. Unesp

### Sobre los toros
- 50 raisons de défendre la corrida, Mille et une nuits, Paris, 2010. Trad. en castellano 50 razones para defender la corrida de toros, Almuzara, Córdoba, 2010. Trad. en catalán y en inglés.
- Philosophie de la corrida, A. Fayard, 2007, Hachette Pluriel, 2011. Trad. en castellano Filosofia de las corridas de toros, Bellaterra, Barcelona, 2008.
- L'Appel de Séville. Discours de philosophie taurine à l'usage de tous, Au Diable Vauvert, 2011
- En castellano: Seis claves del arte de torear Bellaterra, Barcelona, 2013.